# Лаллеман, Клод Франсуа
Клод Франсуа Лаллеман (фр. Claude François Lallemand; 26 января 1790, Мец, — 23 июля 1853, Париж) — французский врач.
Медицинское образование получил в Меце, в 1818 году блестяще защитил диссертацию в Париже. В следующем году он уже профессор хирургической клиники в Монпелье. Избранный в 1845 году членом Института, он поселился в Париже. Его наиболее интересный труд — «Recherches anatomo-pathologiques sur l’encéphale et se dépendances» (3 т., П., 1820—1834). Из остальных работ необходимо отметить: «Clinique médico-chirurgicale» (Монпелье, 1834); «Des pertes séminales involontaires» (3 т. П., 1835—1845); «Clinique chirurgicale» (П., 1845); «Education publique» (П., 1848—1852) и др.